# Manuel Núñez Encabo
Manuel Núñez Encabo (Sòria, 8 de març de 1940) és un jurista i polític espanyol, catedràtic de la Universitat Complutense de Madrid.

## Biografia
Llicenciat en Filosofia i Lletres i doctor en Dret, membre del Partit Socialista Obrer Espanyol, va ser escollit diputat el Congrés per la província de Sòria en les eleccions generals de 1979, 1982, 1986 i 1989. Parlamentari del Consell d'Europa de 1983 a 1993 i parlamentari de la Unió Europea Occidental de 1984 a 1993.
Catedràtic de Filosofia i Moral del Dret i de Ciències Jurídiques en la Universitat Complutense de Madrid, és titular de la càtedra Jean Monet de dret de ciutadania europea, nomenat per la Comissió Europea i actiu membre de l'Ateneo de Madrid. És membre del Consell Econòmic i Social d'Espanya i Director General Fundació Espanyola Antonio Machado, i té, entre altres distincions, la Medalla de Plata del Consell d'Europa i Oficial dels Palmells Acadèmics del Govern Francès.
Se'l recorda per haver estat el diputat que, durant la sessió d'investidura del president del Govern, Leopoldo Calvo Sotelo el 23 de febrer de 1981, acabava de votar quan es va produir l'assalt al Congrés de diversos guàrdies civils al comandament del tinent coronel colpista, Antonio Tejero Molina, interrompent la sessió.